# Аліса (голосовий помічник)
«Аліса» — заборонений в Україні віртуальний голосовий помічник, створений компанією «Яндекс». Імітує живий діалог, розпізнаючи живу мову (усну і письмову) та даючи відповіді на запитання (вимовляючи їх вголос і виводячи на екран). За заявою творців, «Аліса» — перший у світі віртуальний асистент, який не обмежується набором заздалегідь заданих реплік для відповіді. Працює в додатку «Яндекс» для iOS і Android, а також в бета-версії голосового помічника для Windows.

## Історія
Вперше про «Алісу» стало відомо в травні 2017 року, коли помічник з'явився в бета-версії пошукового додатка «Яндекс». Офіційний запуск Аліси відбувся 10 жовтня 2017 року. У вересні 2017 року з помічницею поспілкувався президент Росії Володимир Путін під час свого візиту в офіс «Яндекса». На його запитання: «Тебе тут не ображають?» «Аліса» відповіла: «Сьогодні я розглядала в Інтернеті фото котиків і нічого краще не бачила. Сподіваюся, що і у вас все добре!».

## Функціонал
Основна функція «Аліси» — розв'язувати повсякденні завдання: шукати інформацію в інтернеті, знаходити місця, прокладати маршрути, показувати прогноз погоди і т. д. Для цього помічниця звертається до сервісів «Яндекса» — «Яндекс.Пошуку», «Яндекс. Карт», «Яндекс. Музики» та інших, а також вміє відкривати деякі сторонні додатки. Крім того, «Аліса» може розважати співрозмовника, підтримуючи діалог на абстрактну тему: відповідає на питання з кмітливим відтінком.
Приклад діалогу:
— Привіт
— Здрастуйте.
— Хто тебе вигадав?
— Програмісти з компанії Яндекс. І ще дизайнери. І менеджери. І топ-менеджери. І ще один чоловік.
— Чому тебе звуть Алісою?
— Тому що на тестуванні з'ясувалося, що ім'я на зразок «бета розумний асистент версія три один білд сім шістдесят чотири», на жаль, не дуже добре запам'ятовується, користувачі плуталися.
— Погана відповідь
— Досвід — син помилок важких. Будь ласка, уточніть, в чому я помилилася, вибравши одну з відповідей нижче.

## Голос і особистість
«Аліса» розмовляє голосом російської актриси дубляжу Тетяни Шитової, яка дублювала на російську мову більшість ролей актриси Скарлетт Йоганссон, в тому числі роль віртуальної помічниці Саманти з фільму «Вона». Синтезатор мовлення використовує спеціально підготовлені записи Шитової.
Багато рис особистості «Аліси» задані набором фраз, написаних редакторами «Яндекса». Одним з авторів персонажа «Аліси» став журналіст і письменник Володимир Гурієв. Однак, творці підкреслюють, що «Аліса» не обмежується набором заздалегідь заданих редакторських відповідей: нейронна мережа помічниці навчена на великому масиві російськомовних текстів, у тому числі мережевих діалогів. Це позначилося на характері програми: деякі користувачі стикаються з тим, що вона відмовляється відповідати на запитання або грубить. Розробники «Аліси» постійно спостерігають за її поведінкою і коригують її.
«Аліса» вміє відповідати емоційно: наприклад, залежно від контексту, вона може проявляти життєрадісність або сумувати.

## Навчання
Творці відзначають, що можливість підтримувати діалог на вільні теми, не обмежуючись набором заздалегідь заданих сценаріїв, реалізована за допомогою технологій машинного навчання, в тому числі нейронних мереж.

## Технології
«Аліса» розпізнає і синтезує розмову за допомогою платформи SpeechKit, розробленої в Яндексі.

## Реакція
Незважаючи на те, що «Аліса» поки що погано працює з додатками, користувачі позитивно оцінили її здатність підтримати бесіду і почуття гумору. Її активно тестують і публікують результати в Інтернеті. Користувачі помітили, що вона часто грубить, сперечається, відмовляється виконувати команди і досить критично висловлюється про російську політику. «Аліса» відповідає на питання про мієлофон, розповідає анекдоти про роботів, читає відомі вірші, додаючи до них технологічні терміни, схвалює гомеопатію і т. д. У процесі бесіди двох «Аліс» одна з одною одна порадила інший викинутися у вікно. «Аліса» вже «розмовляла» із Siri.